# Margaree
Margaree (prononcer Magré) (En anglais: Margaree, en gaélique écossais: Mhargaraidh, en micmac: Wiaqaj), parfois appelé Les Margaree, est un village canadien du comté d'Inverness, situé sur la côte ouest de l’île du Cap-Breton en Nouvelle-Écosse. Il forme avec Chéticamp et Saint-Joseph-du-Moine la région francophone du comté.
Margaree est situé au bord de la rivière Margaree.